# Sericoides chlorosticta
Sericoides chlorosticta är en skalbaggsart som beskrevs av Blanchard 1850. Sericoides chlorosticta ingår i släktet Sericoides och familjen Melolonthidae. Inga underarter finns listade i Catalogue of Life.